# جبل العوينات
جبل العوينات (1934 مترا) هو سلسلة جبلية في منطقة حدود ليبيا-مصر-السودان، ويغطي جبل العوينات مساحة قدرها 1500 كيلومتر مربع ومعظم مساحته تقع في ليبيا. المنطقة معروفة بمجموعة رسوماتها البدائية القديمة على الصخور الجبلية، من أوائل الاستكشافات في المنطقة تمت من قبل أحمد باشا حسنين والذي رسم أولى خرائطه في 1932.
المنطقة جافة في معظمها إلا أن الرسومات المجسدة على صخورها والتي تحكي أشكال الحياة منذ زمن بعيد تخبر عن كون المنطقة شهدت زمنا مطيرا بما كان يحوي من نعام، زراف، غزلان وأشجار الأكاسيا (السنط) وأشجار المرو. رغم هذا فان عدد أنواع النباتات الحالية في المنطقة لايقل عن 55 نوعا من النباتات، كما يوجد في المنطقة حيوانا من بين قائمة الحيوانات المهددة عالميا بالانقراض ألا وهو الكبش الأروي (Ammotragus lervia). في الجزء الغربي من الجبل تتكون مجموعة من الجبال الجرانيتية التي تكونت من الصخور النارية التي تكونت نتيجة انصهار ماغما تحت سطح الأرض، مرتبة على هيئة طوق يصل قطر بعضها إلى 25 كيلومتراوتنتهي بثلاثة وديان باتجاه الغرب هي كركور حميد"، كركور إدريس" و"كركور إبراهيم"، يتكون جزئها الشرقي من حجر رملي ينتهي ب"كركور طلح" "كركور مور"، كما توجد واحة دائمة تعرف باسم عين البرنس" أو "بير مور".
تستعد منظمة اليونيسكو لإعلان موقع جبل العوينات ضمن مواقع التراث العالمي.

## انظر ايضاً
- الكفرة، ليبيا

## وصلات خارجية
- Story of the discovery of Oeunat as written by the Discoverer in National Geographic Magazine 1924 --
- العوينات
- archaeoafrica.de  نسخة محفوظة 28 سبتمبر 2006 على موقع واي باك مشين.
- gilf-kebir